# Тилки, Алейна
Алейна Тилки (тур. Aleyna Tilki, р. 28 марта 2000, Конья) — турецкая певица.

## Биография
Родилась 28 марта 2000 года в Конье. Ее мать, Хавва Озтель, родом из Трабзона, а отец, Мехмет Тилки, из Коньи. Он военный офицер. . Алейна принимала участие в шестом сезоне ТВ-шоу «Yetenek Sizsiniz Türkiye» (турецкая версия шоу «Got Talent»), и дошла до полуфинала. Она привлекла внимание публики, исполнив кавер на песню Сельды Багджан «Gesi Bağları». Национальное признание Алейна получила за песню «Cevapsız Çınlama», клип на неё набрал 430 миллионов просмотров на Ютубе, находился на второй строчке тренда и стал самым просматриваемым клипом на турецком языке. В июле 2017 года Алейна выпустила первый сольный сингл «Sen Olsan Bari», который занял первые строчки турецких чартов, а клип на него набрал 390 миллионов просмотров на Ютубе.
В начале своей карьеры Алейна, ещё будучи несовершеннолетней, выступала в местах, где продавался алкоголь, и за это критиковалась правительством. В ноябре 2016 года во время концерта Алейны в Диярбакыре взорвались две самодельные трубчатые бомбы заложенные двумя детьми 13-ти лет.
В ноябре 2017 года Алейна переехала в Лос-Анджелес для изучения английского языка. В 2018 году записанные Алейной песни вошли в альбомы «Yıldız Tilbe’nin Yıldızlı Şarkıları» и «BombarDuman». В ноябре 2019 года вела переговоры с компанией «Warner Music», в рамках сотрудничества с которой она намеревалась выпустить новый альбом и четыре сингла.